# Licenza di pilota commerciale
La licenza di pilota commerciale (in inglese Commercial Pilot Licence da cui la sigla CPL) è la licenza che permette a un pilota di volare in maniera retribuita come comandante o come copilota a bordo di aerei civili. La licenza immediatamente inferiore, infatti, ovvero la licenza di pilota privato (PPL), abilita a pilotare esclusivamente aerei con passeggeri non paganti. Per poter accedere all'addestramento atto a conseguire la CPL è necessario, oltre a essere in possesso della licenza PPL, la conoscenza della lingua inglese (non necessaria per la PPL) e sono richieste almeno 150 ore di volo al proprio attivo. Inoltre cambiano le regole del volo da VFR a IFR, con la conseguente abilitazione al volo strumentale.
Normalmente per ottenere una CPL in Italia occorrono dai 15.000 ai 30.000 euro, costi che raddoppiano o triplicano qualora si voglia ottenere la licenza di pilota di linea. Tali spese sono legate principalmente al costo delle ore di volo dei velivoli, del carburante e della specializzazione formativa. In virtù dei costi così elevati, alcuni piloti preferiscono conseguire tale licenza negli Stati Uniti d'America o altri paesi ove la spesa è in parte più contenuta (sia per il minor costo del carburante, sia per alcune lievi differenze tecnico-burocratiche), e consente, grazie ad accordi internazionali, di operare con la stessa licenza nella maggior parte dei paesi del mondo. Tuttavia le ore di volo possono essere maturate anche per esempio trainando alianti, riducendo il costo. Vi è un risparmio di tempo e di costi per i piloti privati che sono già in possesso dell'abilitazione al volo strumentale e alla fonia in lingua inglese.
La licenza CPL permette di pilotare come pilota comandante o copilota un aereo IFR avente due o più motori, svolgere l'attività di pilota commerciale, poter effettuare navigazioni e rotte fuori dal territorio italiano (in quanto è previsto il conseguimento dell'abilitazione alla fonia in lingua inglese, detta TEA, ossia Test English Aviation, dove è necessario conseguire almeno il livello 4 su 6).
In Italia, per poter conseguire questa licenza aeronautica ed esercitare i relativi privilegi è necessario ricevere l'idoneità alle visite mediche di 1ª classe da uno dei centri medici dell'Aeronautica Militare, siti a Roma o a Milano. La scadenza delle suddette visite mediche è annuale fino al quarantesimo anno di età, e semestrale superata tale età.
Il grado superiore è l'ATPL teorica, dopodiché si può fare l'abilitazione pratica per uno specifico modello di aereo di linea (Type rating). Le norme che regolano l'attività di volo, nonché l'acquisizione e regolamentazione delle licenze, sono emesse dall'organizzazione internazionale ICAO, alla quale l'Italia ha aderito.